# Sonic Pathfinder
De  Sonic Pathfinder is een toestel dat op geluidsgolven werkt en aan een blinde de mogelijkheid geeft om voorwerpen op zijn weg te detecteren. Deze wordt meestal in combinatie met een ander middel gebruikt zoals de witte stok. 

## Ontstaan
Het toestel is een resultaat uit onderzoek van de Universiteit van Nottingham en is uitgevonden door de Australische Tony Heyes.

## Werking
Het toestel detecteert voorwerpen op de weg en geeft aan de gebruiker een selectie van de gekregen info die nodig zijn om te wandelen. Het geeft dus geen beeld van de omgeving.
Het toestel detecteert voorwerpen door ultrasone geluidsgolven te sturen en terug te ontvangen zoals een radar. Deze worden dan geselecteerd en omgezet door een computerchip. 
De voorwerpen worden door middel van soorten tonen en frequentie aangeduid aan de gebruiker. 